# Buck 65

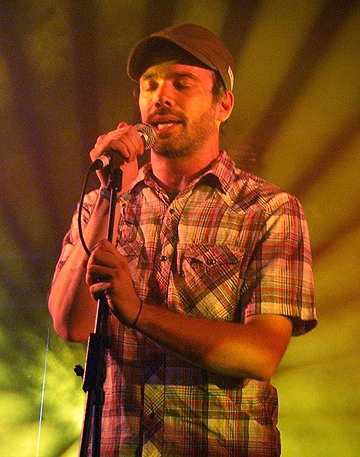
Buck 65 lors d'un concert en 2006

Richard Terfry, plus connu sous son nom d'artiste Buck 65, est un artiste canadien qui est né en 1972 et a grandi à Mount Uniacke près de Halifax en Nouvelle-Écosse. Si le hip-hop reste son domaine de prédilection il se rapproche aussi du blues, de la country, du rock et de la folk, dans un style avant-gardiste.

## Discographie

### Solo
- 1995 : Game Tight, Murderecords
- 1996 :
  - Year Zero
  - Weirdo Magnet, Metaforensics
  - Language Arts, Metaforensics
- 1997 : Vertex (Language Arts Part 2), Metaforensics
- 1999 : Man Overboard (Language Arts Part 3), anticon./Metaforensics
- 2001 : Synesthesia (Language Arts Part 5), Endemik
- 2002 : Square (Language Arts Part 4), Warner (enregistré avant mais sorti après Language Arts Part 5)
- 2003 : Talkin' Honky Blues, Warner
- 2004 : This Right Here Is Buck 65, Warner
- 2005 : Secret House Against the World, Warner
- 2006 : 
  - Pole-axed, compilation auto-produite
  - Strong Arm (Language Arts Part 7), mixtape auto-produite
- 2007 : Situation (2007), Warner/Strange Famous Records
- 2008 :
  - Dirtbike 1/3, auto-produit
  - Dirtbike 2/3, auto-produit
  - Dirtbike 3/3, auto-produit
- 2011 : 20 Odd Years, Warner
- 2014 : Neverlove
- 2015 : Dirtbike 4
- 2022 : King Of Drums
- 2023 : Super Dope!

Les albums de la série Language Arts ont été remastérisés et réédités en 2002 par Warner

### Collaborations
- 1996 : The Sebutones (avec Sixtoo (en)), Psoriasis, Metaforensics
- 2000 : The Sebutones, 50/50 Where It Counts, Metaforensics
- 2003 : Gravité Zéro, Gravité Zéro
- 2008 : Morceau Want sur l'album Auk/Blood de Tanya Tagaq
- 2009 : Bike For Three! (avec Joëlle Phuong Minh Lê, alias Greetings from Tuskan), More Heart Than Brains, anticon.
- 2014 : Bike For Three!, So Much Forever, Fake Four Inc.